# Bad Boy (singel Big Bangu)
„Bad Boy” – singel południowokoreańskiej grupy Big Bang, wydany cyfrowo 29 lutego 2012 roku przez YG Entertainment. Promował piąty koreański minialbum Alive. Utwór sprzedał się w liczbie 2 367 663 egzemplarzy w Korei Południowej (stan na 09.05.2015).
Teledysk do utworu „Bad Boy” został nakręcony w stylu z lat 90., 360 stopniową kamerą Arri Alexa MK-V AR w Steadicamie. Teledysk był kręcony w nowojorskiej dzielnicy Williamsburg, obok wejścia metra Marcy Avenue JMZ. Osiągnął 100 milionów odsłon na YouTube w grudniu 2016 roku, stając się piątym teledyskiem zespołu z taką oglądalnością. 

## Lista utworów
| Nr | Tytuł     | Słowa           | Kompozycja         | Aranżacja | Czas |
| -- | --------- | --------------- | ------------------ | --------- | ---- |
| 1. | "Bad Boy" | G-Dragon, T.O.P | G-Dragon, Choice37 | Choice37  | 3:57 |

## Notowania
| Kraj              | Lista                         | Najwyższa pozycja |
| ----------------- | ----------------------------- | ----------------- |
| Korea Południowa  | Gaon Weekly Digital Chart     | 2                 |
| Korea Południowa  | Gaon Monthly Digital Chart    | 5                 |
| Korea Południowa  | Gaon Yearly Digital Chart     | 59                |
| Korea Południowa  | Gaon Weekly Download Chart    | 1                 |
| Korea Południowa  | Gaon Monthly Download Chart   | 3                 |
| Korea Południowa  | Gaon Yearly Download Chart    | 30                |
| Korea Południowa  | Gaon Weekly Streaming Chart   | 2                 |
| Stany Zjednoczone | Billboard World Digital Songs | 3                 |